# Korea K-Pop Hot 100
Die Korea K-Pop Hot 100 sind eine inoffizielle Hitparade für Südkorea. Sie wurde am 25. August 2011 vom US-amerikanischen Billboard-Magazin erstellt.

## Methodologie
Die Charts berücksichtigen keine physischen Verkäufe. Im Gegensatz zu der Billboard Hot 100 und der Canadian Hot 100 basiert sie ausschließlich auf verkauften digitale Einheiten.
Die Charts werden gleichzeitig in Südkorea und in den USA bekanntgegeben und dann über die Billboard-Netzwerke in Japan, Russland und Brasilien weltweit publiziert.
Der erste Nummer-eins-Song war So Cool von der vierköpfige Girlgroup Sistar.

## Singles

### „Dauerbrenner“

#### 6 Wochen
- Lee Seung-gi - Return

#### 5 Wochen
- IU – Joeun Nal (좋은 날; Good Day)
- Psy – Gangnam Style